# Burvattnet
Burvattnet (sydsamiska: Buvriejaevrie) är en sjö i Åre kommun i västra Jämtland och ingår i Indalsälvens huvudavrinningsområde. Sjön har en area på 0,196 kvadratkilometer och ligger 551 meter över havet. Burvattnet ligger i Skäckerfjällens Natura 2000-område och skyddas av habitat- och fågeldirektivet. Sjön avvattnas av vattendraget Binnan.

## Övrigt
Det samiska namnet är Buvriejaevrie. Namnet kommer från sydsamiska buvrie (SaN njalla) som betyder förrådsbod. Sjön är upplåten för sportfiske enligt bestämmelser för Sportfiske på renbetesfjäll.

## Delavrinningsområde
Burvattnet ingår i delavrinningsområde (709603-134518) som SMHI kallar för Utloppet av Burvattnet. Medelhöjden är 686 meter över havet och ytan är 12,91 kvadratkilometer. Räknas de 14 avrinningsområdena uppströms in blir den ackumulerade arean 117,16 kvadratkilometer. Binnan som avvattnar avrinningsområdet har biflödesordning 2, vilket innebär att vattnet flödar genom totalt 2 vattendrag innan det når havet efter 399 kilometer. Avrinningsområdet består mestadels av skog (55 procent), öppen mark (12 procent) och sankmarker (18 procent). Avrinningsområdet har 0,19 kvadratkilometer vattenytor vilket ger det en sjöprocent på 6,8 procent.